# Маринін (Радинський повіт)
Маринін (пол. Marynin) — село в Польщі, у гміні Радинь-Підляський Радинського повіту Люблінського воєводства.
Населення — 228 осіб (2011).
У 1975-1998 роках село належало до Білопідляського воєводства.

## Демографія
Демографічна структура станом на 31 березня 2011 року:
|          | Загалом | Допрацездатний вік | Працездатний вік | Постпрацездатний вік |
| -------- | ------- | ------------------ | ---------------- | -------------------- |
| Чоловіки | 108     | 21                 | 76               | 11                   |
| Жінки    | 120     | 25                 | 67               | 28                   |
| Разом    | 228     | 46                 | 143              | 39                   |